# ショックマシーン
1. マーカス・グロスコフのソロ・アルバム。
2. 同じくマーカス・グロスコフが結成したバンド。

## ショックマシーン (アルバム)
『ショックマシーン』（SHOCKMACHINE）は、ハロウィンのベーシスト、マーカス・グロスコフが1998年（日本は1999年3月）に発表したソロ・アルバム。

### 解説
作詞・作曲とも、グロスコフの手によるものがほとんどである。また、演奏はベースだけでなくギターも担当している。ドラムは当時ハロウィンに在籍していたドラマーのウリ・カッシュ。
当時ハロウィンのエンジニアだったマイケル・ティーベスをプロデューサーに起用し、ローランド・グラポウの自宅にあるスタジオで録音した。ハロウィンとしての活動の傍らの録音だったため、1年を要している。
ハロウィン用に作曲したものも数曲あるが、ハードロック路線であったため採用されなかった。また、「Fame」「Time Flies」の2曲は、前身であるバンド、MR.PROOSTERの頃に作成された曲である。

### 収録曲
1. ドリーマーズ - Dreamers
（M/L：M.Großkopf）
2. ケアレス・クライズ - Careless Cries
（M/L：M.Großkopf）
3. フェイム - Fame
（M：R.Feldmann - M.Großkopf / L：M.Großkopf）
4. ネヴァー・イグジスト - Never Exist
（M：U.Kusch / L：M.Großkopf）
5. ワンス・フォゴトゥン - The Once Forgotten
（M：U.Kusch / L：M.Großkopf）
6. アイム・ゴーン - I'm Gone
（M/L：M.Großkopf）
7. ランニング - Running
（M/L：M.Großkopf）
8. サーチング・フォー・ラヴ - Searching For Love
（M/L：M.Großkopf）
9. ホエン・ドリームズ・ディケイ - When Dreams Decay
（M：M.Großkopf / L：F.Doernberg）
10. トゥー・メニー・ワーズ - Too Many Words
（M/L：M.Großkopf）

#### 日本盤ボーナス・トラック
1. タイム・フライズ - Time Flies
（M/L：M.Großkopf - O.Lugosi）
2. スティール・アウェイ - Steal Away[3] ※
（M/L：O.Osbourne - B.Daisly - R.Rhoades）

※ オジー・オズボーンのカバー曲

### 参加ミュージシャン

#### メイン・メンバー
- マーカス・グロスコフ Markus Großkopf - bass、guitar
- オリー・ルゴシ Olly Lugosi - vocal
- ウリ・カッシュ Uli Kusch - drums
- ロリー・フェルドマン Rolly Feldmann - leadguitar

#### ゲスト・メンバー
- ファディ・ダーンバーグ
- ヨーン・エラブロック
- ローランド・グラポウ

## ショックマシーン (バンド)
『ショックマシーン』（SHOCKMACHINE）は、マーカス・グロスコフが結成したヘヴィメタルバンド。

### 解説
前身のバンド名はMR.PROOSTER。ハロウィンがノイズ・レコードとの契約解消に当たって裁判をしている間、ハロウィンとしての活動を禁止されたフラストレーションから結成したサイド・プロジェクトとしてのバンドである。
結成当時のドラマーはインゴ・シュヴィヒテンバーグだった。また、ベーシストも別途起用し、グロスコフはギタリストとして参加していた。はじめはロックバンドを目指していたが、作曲を重ねるにつれてサウンドが変化してきたことを考慮し、SHOCKMACHINEと改めた。その際に構成も変更し、現在のメンバー構成となる。

### メンバー
- マーカス・グロスコフ Markus Großkopf - bass、guitar （HELLOWEEN）
- オリー・ルゴシ Olly Lugosi - vocal （DOC EISENHAUER）
- ウリ・カッシュ Uli Kusch - drums （HELLOWEEN（当時））
- ロリー・フェルドマン Rolly Feldmann - leadguitar （DOC EISENHAUER）

### その他
- 前身であるMR.PROOSTERというバンドの名前は、時間に追われて思いつきで付けたもので、あまり気に入っていなかった[2]。
- MR.PROOSTERのデビューライブはガンマ・レイの前座だった